# 新科里登 (印第安納州)
新科里登（英語：New Corydon）是位於美國印第安納州傑伊縣的一個非建制地區。該地的面積和人口皆未知。